# 查加里亞烏帕齊拉
查加里亞乌帕齐拉是孟加拉国科克斯巴扎爾縣的一个乌帕齐拉，位於吉大港专区的科克斯巴扎爾縣。。

## 人口
據1991年孟加拉國人口普查，查加里亞共有戶數63,671戶，人口409,346人。其中男性佔比51.87%，女性佔比48.13%；成年人口176,608人。該地7歲以上人口之平均識字率為23.4%，低於全國平均值（32.4%）。